# Atlantoraja cyclophora
Atlantoraja cyclophora là một loài cá thuộc họ Arhynchobatidae. Nó được tìm thấy ở Argentina, Brazil, and Uruguay. Các môi trường sống tự nhiên của chúng là open seas and biển nông.